# Jassim Mandi
Jassim Abdul-Rahman Mandi (nacido el 16 de diciembre de 1944 en Manama, Bahrain) es un exárbitro profesional de fútbol del estado asiático de Bahrain. Es conocido por haber oficiado los Juegos Olímpicos de 1988 en Seúl, Corea del Sur.

## Carrera
Él participó en estas competiciones:
- Copa Asiática 1984 (3 partidos)
- Copa Mundial de Fútbol Juvenil de 1985 (2 partidos)
- Copa Mundial de Fútbol Sub-16 de 1987 (1 partido)
- Juegos Olímpicos de Seúl 1988 (1 partido)